# بياتريس شيبيت
بياتريس شيبيت (ولدت في 5 مارس 2000) هي عداءة كينية لمسافات طويلة وهي حاملة الرقم القياسي العالمي في سباق 10000 متر. فازت شيبيت بالميدالية الذهبية في دورة الألعاب الأولمبية الصيفية 2024 في سباق 5000 متر وسباق 10000 متر، لتصبح ثالث امرأة في التاريخ تفوز بالحدثين في نفس الألعاب الأولمبية. فازت أيضا بالميداليات الذهبية في سباق 5000 متر في دورة ألعاب الكومنولث والبطولات الأفريقية والدوري الماسي، وميدالية فضية في سباق 5000 متر في بطولة العالم عام 2022. كما فازت شيبيت بالميداليات الذهبية في بطولة العالم لاختراق الضاحية عام 2023 وعام 2024.
على مستوى المنافسة للشباب وفئات أقل فازت شيبيت بالميداليات الذهبية في سباق 5000 متر في بطولة العالم لألعاب القوى تحت 20 عامًا 2018 وقسم السيدات الصغيرات في بطولة العالم لاختراق الضاحية 2019.